# Zbigniew Stryj
Zbigniew Stryj (ur. 2 stycznia 1968 w Zabrzu) – polski aktor filmowy i teatralny, reżyser.

## Życiorys
Absolwent I Liceum Ogólnokształcącego w Zabrzu. Jest autorem kilku tomików poetyckich, utworów dramatycznych i scenariuszy teatralnych. Rozpoznawalność dała mu rola mecenasa Adama Roztockiego w serialu Na Wspólnej.
Występuje w Teatrze Nowym w Zabrzu, w którym pełni również funkcję zastępcy dyrektora ds. artystycznych.
Laureat nagrody dla najlepszego aktora drugoplanowego podczas 32. Festiwalu Polskich Filmów Fabularnych w Gdyni (za rolę w filmie Benek).

### Życie prywatne
Ma żonę i dwoje dzieci.

## Filmografia
- 1993: Gorący czwartek
- 2002–2004: Święta wojna − dzielnicowy policjant
- 2005: Oficer − jako chirurg (odc. 12)
- 2005–2015: Na Wspólnej − jako mecenas Adam Roztocki, mąż Weroniki
- 2005: Barbórka − jako Hubert
- 2006: Kryminalni − jako nadkomisarz Erwin Zych, brat Zenona (odc. 42 i 43)
- 2006: Kryminalni: Misja śląska − jako nadkomisarz Erwin Zych, brat Zenona
- 2006: Co słonko widziało − jako strażnik
- 2007: Benek − jako Eryk Kacik
- 2008: Glina − jako Więcek (odc. 17)
- 2008: Twarzą w twarz − jako dyrektor banku
- 2008: Drzazgi − jako szwagier Bartka
- 2009: Generał Nil − jako mjr Stefan Bajer
- 2010: Hotel 52 − jako Mariusz Lipski, ojciec Natalii,  właściciel hotelu (odc. 1)
- 2010: Lincz − jako policjant Jurecki
- 2011: Na dobre i na złe − jako Jan Koliński (odc. 464)
- 2011: Czas honoru − jako wdowiec Heinrich (odc. 45-47)
- 2012: Prawo Agaty − jako Artur Matysek, ojciec Staszka (odc. 6)
- 2012: Yuma − jako sprzedawca we Frankfurcie
- 2012: Krew z krwi − jako Marek Majewski, mąż Carmen (odc. 1, 2 i 8)
- 2013: Komisarz Alex − jako Juliusz Wroński, ojciec Natalki (odc. 42)
- 2013: Drogówka − jako policjant z Częstochowy
- 2014: Jack Strong – jako Jerzy Skalski
- 2014: Ojciec Mateusz – jako Tadeusz Sławkowski
- 2014–2017: M jak miłość – jako Robert Bilski
- 2015: Strażacy – jako Janusz Pogoda
- 2015: Karbala – jako generał Dąbek
- 2016: Na noże – jako Tomasz
- 2016: Sługi boże – jako inspektor Konarski
- 2016: Komisja morderstw – jako nadinspektor Janusz Kozłowski
- 2017: Amok – jako komendant
- 2017: Lekarze na start – jako Artur Sobiech, dyrektor szpitala
- 2017: Komisarz Alex – jako Wiktor Jarzębski (odc. 116)
- 2017: Na dobre i na złe – jako Mateusz, kochanek Ewy (odc. 669, 671, 688)
- 2017: W rytmie serca – jako Janusz Pęciak (odc. 10)
- 2017: Ojciec Mateusz – jako Włodzimierz Janota, ojciec Bogdana (odc. 236)
- 2017: Gwiazdy – jako trener FC Köln
- 2018: Znaki – jako komisarz Jan Dzikowski
- 2018: Za marzenia – jako producent serialu (odc. 9)
- 2018: Drogi wolności – jako Henryk Dembiński
- 2018: 1983 – jako kardynał Wojciech Adamus
- 2019: Sługi wojny – jako inspektor Konarski
- 2019: Miłość na zakręcie – jako Bogdan Kawecki, mąż Jowity
- 2019: Echo serca – jako Roman Chmura, ojciec Krzyśka (odc. 6)
- od 2020: Nieobecni – jako Marcin Gajda
- 2022: [Gdzie diabeł nie może, tam Baby pośle] - jako Kucharski
- 2023: [Gdzie diabeł nie może, tam Baby pośle 2] - jako Kucharski
- 2024: Korona królów - jako książę Semen Holszański

## Nagrody
- Nagroda na FPFF w Gdyni Najlepsza drugoplanowa rola męska: 2007: Benek